# Crvena čaplja
Crvena čaplja, čaplja danguba, mrka čaplja ili zmijar ptica (лат. Ardea purpurea) je barska ptica iz porodice čaplji.

## Opis
Prilično je velika ptica. Visoka je 80 – 90 cm, duga je otprilike isto toliko. Teška je 0,5 – 1,3 kg, a raspon krila joj je 120 – 150 cm. Nešto je manja od sive čaplje, od koje se razlikuje po svom crvenkastosmeđem perju, i kod odraslih, tamnije sivim leđima. Čelo i gornji dio glave zajedno s ukrasnim perima je crno, kao i prsa i trbuh, a tamniji su i dijelovi ramena i dijelovi prsa. Crne pruge se pružaju od kljuna, ispod lica do prsa, a perje vrata i dijelovi lica su kestenjastosmeđi. Ima uži žuti kljun, koji je kod odraslih svjetliji za vrijeme sezone parenja. Purpurno-crvene nijanse na perju teško se vide s daljine, kada izgleda nešto tamnija od sive čaplje. U letu, naprijed uperen zavoj vrata manje je zaobljen nego kod sive čaplje, čineći oštriji luk. Glava i vrat su uži i vijugaviji. Prsti su duži, stražnji prst strši u letu. Leđa i krila su plavosiva. Stopala su joj veća nego u sive čaplje.

## Ponašanje
Hranu nalazi u plitkoj vodi. Hrani se malim ribama, žabama, insektima, malim sisarima, gmizavcima i pticama. Često nepomično čeka plijen ili polako lovi pretraživanjem. Zauzima pozu za skrivanje kao bukavac.
Spor je letač, dok leti vrat joj je uvučen. Dugi vrat za vrijeme leta izgleda zmijoliko, poprima oblik slova S. Poziv je glasno graktanje krek.

## Razmnožavanje
Gnijezdi se u tršćaku i vrbovoj šikari. Nakon ritualnog sparivanja koje je slično sivoj čaplji, par zasniva gnezdo jednostavne građe izgrađeno od vlati šaša, trske i sličnih materijala iz okoline. U gnijezdu se nađe 4 do 5 plavozelenih jaja. Inkubacija traje 25 – 30 dana. Mladi napuštaju gnijezdo za 7 – 8 nedelja. Roditelji su brižni i redovno ih hrane i štite od prejakog sunca i neprijatelja.

## Taksonomija
- , 1766. Afrika, Evropa sjeverno do Nizozemske i jugoistočna Azija istočno do Kazahstana.
- (de Naurois, 1966), Zelenortska Ostrva (neki autori je tretiraju kao zasebnu vrstu Ardea bournei).
- , 1910. Madagaskar.
- , 1834. Azija od Pakistana istočno do Filipina i sjeverno do Primorskog kraja u Rusiji.

## Rasprostranjenost
Selica je koja u balkanske krajeve stiže krajem marta, a napušta ih najčešće u avgustu i septembru, nekad kasnije. Kolonije ove čaplje u Hrvatskoj nalaze se u Kopačkom ritu, Krapje đolu, Jelas polju u Hrvatskoj. Ova čaplja takođe nalazi se i u Blatnom jezeru i Valencijskim jezerima u Mađarskoj, Treboni u Češkoj, na više mjesta u Slovačkoj, na Nežiderskom jezeru u Austriji, u Friziji i Утрехтu u Nizozemskoj, u Bosni i Hercegovini: Jezero Bardača u porječju rijeke Po u Italiji, Kamargu u Francuskoj, delti Dunava u Rumuniji, te u Portugaliji i Španiji. Osim što je ima u Evropi, nastanjuje i Afriku i Centralnu Aziju.
Još nedavno bila je najbrojniji stanovnik Kopačkog rita i ostalih močvara u Hrvatskoj. Danas se neredovno gnijezdi, nekoliko parova gnijezdi se na Malom Dunavu između Vardarca i Eblina. Nasuprot tome, u 19. векu zabilježene su kolonije gdje je i do 400 parova bilo zajedno na gniježđenju. Postale su rijetke i na seobi. Gnijezdeća populacija na Vranskom jezeru jedina je u priobalnom dijelu Hrvatske, a čini preko 10% ukupne hrvatske populacije.

## Čaplja danguba i ljudi
Dana 22. март 2004. Hrvatska pošta je u saradnji sa Svjetskim fondom za očuvanje prirode izdala četiri prigodne poštanske marke s motivom čaplje dangube.
Štite je mnoge međunarodne konvencije: Bonska iz 1975. i Bernska konvencija iz 1979, zatim Sporazum o zaštiti afričko–evroazijskih migratornih ptica močvarica (AEWA) iz 1995, Konvencija o zaštiti vodenih staništa iz Ramsara iz 1971. U Hrvatskoj je zaštićena Zakonom o zaštiti prirode iz 2003. te Pravilnikom o zaštiti pojedinih vrsta ptica iz 1995.

## Galerija
- Odrasla jedinka u Indiji
- Prizemljavanje
- Čekajući plijen
- Loveći ribu